# David Axelrod
David Axelrod (Los Ángeles, California, 17 de abril de 1931-5 de febrero de 2017) fue un compositor, productor y arreglista estadounidense de diversos géneros musicales.

## Carrera
Se crio en Los Ángeles escuchando música R&B y jazz. Después de encontrar un trabajo en un estudio de la industria cinematográfica y de la televisión, y rápidamente fue solicitado como baterista, productor y arreglista. Produjo su primer álbum 1959, The Fox, con el saxofonista Harold Land y ese mismo año, Singin' the Blues, para Jimmy Witherspoon.
En 1963 firmó con Capitol Records y fomentó al sello a trabajar con artistas de música negra. Después de haber trabajado, entre otros, con Lou Rawls, Axelrod produjo su álbum Live y cosechó un éxito notable con sencillos como "Love Is a Hurting Thing", "Your Good Thing Is About to End" y "Dead End Street". En 1964, produjo también el primero de varios álbumes que Cannonball Adderley grabaría para el sello durante la década, entre ellos Live at the Club (1967), con el que se logró uno de los mayores éxitos del jazz en ese momento gracias al sencillo "Mercy, Mercy, Mercy”, escrito por el tecladista Joe Zawinul.
El éxito de Axelrod hizo que Capitol le animara a producir sus propios álbumes en solitario. Los primeros trabajos que lanzó con Capitol fueron Song of Innocence (1968) y Songs of Experience (1969), un homenaje a la obra de William Blake. Su tercer álbum, Earth Rot (1970), denunciaba la contaminación y la degradación del medio ambiente.
En 1970 dejó Capitol para fundar su propio sello, lanzó varios álbumes en solitario y una versión rock de El Mesías, así como diversos trabajos con Cannonball Adderley en varios álbumes hasta la muerte de este último en 1975.
Su trabajo como compositor y arreglista fue descubierto nuevamente en la década de 1990, cuando artistas como Diamond D y Buckwild de D.I.T.C, DJ Shadow y Lauryn Hill utilizaron samples de varios de sus álbumes. En 1993 grabó su primer álbum en más de diez años Requiem: Holocaust.

## Discografía
| Año  | Detalles                                                                                      |
| ---- | --------------------------------------------------------------------------------------------- |
| 1968 | Song of Innocence - Lanzado: 1968 - Sello: Capitol - Formatos: CD, LP                         |
| 1969 | Songs of Experience - Lanzado: 1969 - Sello: Capitol - Formatos: CD, LP                       |
| 1970 | Earth Rot - Lanzado: 1970 - Sello: Capitol - Formatos: CD, LP                                 |
| 1971 | Rock Messiah - Lanzado: 1971 - Sello: RCA - Formatos: LP                                      |
| 1972 | The Auction - Lanzado: 1972 - Sello: Decca - Formatos: LP                                     |
| 1974 | Heavy Axe - Lanzado: 1974 - Sello: Fantasy - Formatos: LP, CD                                 |
| 1975 | Seriously Deep - Lanzado: 1975 - Sello: Polydor - Formatos: LP, CD                            |
| 1977 | Strange Ladies - Lanzado: 1977 - Sello: MCA - Formatos: LP                                    |
| 1980 | Marchin' - Lanzado: 1980 - Sello: MCA - Formatos: LP                                          |
| 1993 | Requiem: the Holocaust - Lanzado: 1993 - Sello: Stateside - Formatos: CD                      |
| 1995 | The Big Country - Lanzado: 1995 - Sello: Stateside - Formatos: CD                             |
| 2001 | David Axelrod - Lanzado: 2001 - Sello: Mo' Wax - Formatos: CD                                 |
| 2004 | David Axelrod Live at Royal Festival Hall - Lanzado: 2004 - Sello: Mo' Wax - Formatos: CD/DVD |